# Tyrannus
Tyrannus je rod ptáků z čeledi tyranovitých, jeden z mnoha s českým rodovým jménem tyran. Jedná se o typový rod čeledi, jeho příslušníci jsou hojní v Severní i Jižní Americe, jinde nežijí.
Tyrani jsou ptáci velcí asi jako špaček nebo kos, mají dlouhá špičatá křídla a velký široký zobák. Obývají otevřená prostranství, kde loví hmyz podobným způsobem jako evropský lejsek – číhá na vyvýšeném místě, kde čeká na okolo letící kořist, kterou pak loví v letu. Poté se zase vrací zpět na své stanoviště.
Svá hnízdní teritoria si urputně brání před jinými ptáky včetně mnohem větších dravců.

## Druhy
- tyran bělohrdlý (Tyrannus albogularis)
- tyran karibský (Tyrannus caudifasciatus)
- tyran Couchův (Tyrannus couchii)
- tyran tlustozobý (Tyrannus crassirostris)
- tyran kubánský (Tyrannus cubensis)
- tyran šedý (Tyrannus dominicensis)
- tyran vidloocasý (Tyrannus forficatus)
- tyran tropický (Tyrannus melancholicus)
- tyran bělobradý (Tyrannus niveigularis)
- tyran savanový (Tyrannus savana)
- tyran královský (Tyrannus tyrannus)
- tyran západní (Tyrannus verticalis)
- tyran křiklavý (Tyrannus vociferans)